# Nothing in Biology Makes Sense Except in the Light of Evolution
"Nothing in Biology Makes Sense Except in the Light of Evolution" (pt: "Nada na Biologia Faz Sentido Excepto à Luz da Evolução") é um ensaio de 1973 escrito pelo biólogo evolutivo e membro da Igreja Ortodoxa Russa Theodosius Dobzhansky, criticando o criacionismo anti-evolução e abraçando o Evolucionismo teísta. Este ensaio foi publicado pela primeira vez na revista American Biology Teacher, volume 35, páginas 125-129.
Dobzhansky publicou pela primeira vez a afirmação num artigo de 1964 na American Zoologist, "Biology, Molecular and Organismic", para afirmar a importância do estudo da biologia a nível do organismo em resposta ao desafio colocado pela subida de popularidade da biologia molecular.